# Andreas Prochaska
Andreas Prochaska (Vienna, 31 dicembre 1964) è un regista austriaco.
Dopo aver girato due film per la televisione esordì nella regia cinematografica nel 2006 con il suo primo lungometraggio.

## Biografia
Andreas Prochaska nacque a Vienna e crebbe a Bad Ischl, dove si diplomò nel 1983. Studiò a Vienna giornalismo e studi teatrali, ma abbandonò questi studi. Nel 1985 iniziò la sua carriera come assistente per Paulus Manker, acquisendo nei successivi anni esperienza pratica in diversi ambiti cinematografici, sia per produzioni cinematografiche che televisive. Lavorò come sound designer e fu assistente nelle aree della regia, della produzione e del montaggio. Nel 1987 ricoprì il ruolo di co-editor nel Tatort Flucht in den Tod e, nel 1988, fu assistente al montaggio nel lungometraggio Nachsaison di Wolfram Paulus. Successivamente, in alcuni film di Michael Haneke, lavorò prima come assistente montatore (Benny’s Video, 1992 e 71 Fragmente einer Chronologie des Zufalls, 1994) e poi come montatore (in Das Schloß e Funny Games, 1997, nonché in Code: unbekannt, 2000).

## Filmografia

### Cinema
- SMS - 3 giorni e 6 morto (In 3 Tagen bist du tot) (2006)
- Trois jours à vivre 2 (In 3 Tagen bist du tot – Teil 2) (2008)
- Lo straniero della valle oscura - The Dark Valley (Das finstere Tal) (2014)

### Televisione
- Richard Brock - Sulle tracce del male (Spuren des Bösen) – film TV (2011)
- Alexandra: Disparue (Vermisst - Alexandra Walch, 17) - film TV (2011)
- Richard Brock - L'angelo della vendetta (Spuren des Bösen - Racheengel) – film TV (2012)
- Richard Brock - Nessuno è senza colpa (Spuren des Bösen - Zauberberg) – film TV (2013)
- L'attentato - Sarajevo 1914 (Sarajevo) - film TV (2014)
- Spuren des Bösen - Schande – film TV (2014)
- Spuren des Bösen - Liebe – film TV (2016)
- Das Boot – serie TV, 8 episodi (2018)